# 3alfa,7alfa,12alfa-triidrossi-5beta-colestanoil-CoA 24-idrossilasi
La 3alfa,7alfa,12alfa-triidrossi-5beta-colestanoil-CoA 24-idrossilasi è un enzima appartenente alla classe delle ossidoreduttasi, che catalizza la seguente reazione:
(25R)-3α,7α,12α-triidrossi-5β-colestan-26-oil-CoA + H2O + accettore ⇄ (24R,25R)-3α,7α,12α,24-tetraidrossi-5β-colestan-26-oil-CoA + accettore ridotto
L'enzima richiede ATP. La reazione nei mammiferi probabilmente coinvolge una deidrogenazione per generare un doppio legame 24(25), seguita da un'idratazione. In ogni caso, negli anfibi come il rospo Bombina orientalis, è probabile che il prodotto venga formato attraverso l'idrossilazione diretta della catena laterale satura del (25R)-3α,7α,12α-triidrossi-5β-colestan-26-oato e non mediante idratazione del doppio legame 24(25). Nei microsomi, l'acido libero è preferito all'estere del coenzima A, mentre nei mitocondri l'estere del coenzima A è preferito alla forma di acido libero del substrato.